# IC 1621
IC 1621 ist eine Spiralgalaxie vom Hubble-Typ Sbc im Sternbild Phönix am Südsternhimmel.
Das Objekt wurde im Jahr 1899 von DeLisle Stewart entdeckt.